# Iósser
Iósser (en rus: Иоссер) és un poble (un possiólok) de la República de Komi, a Rússia, segons el cens del 2010 tenia 217 habitants.